# John MacLeod Fraser
Pour les articles homonymes, voir John Fraser et Fraser.
John MacLeod Fraser (12 février 1935-29 décembre 2010) est un diplomate canadien. Il est chargé d'affaires du Canada en république populaire de Chine à partir de l'ouverture de l'ambassade en janvier 1971 à juin 1971.